# Anicetus integrellus
Anicetus integrellus är en stekelart som beskrevs av Trjapitzin 1962. Anicetus integrellus ingår i släktet Anicetus och familjen sköldlussteklar. Inga underarter finns listade i Catalogue of Life.